# Бичура (Бурятія)
Бичура (рос. Бичура) — село Бичурського району, Бурятії Росії. Входить до складу Сільського поселення Бичурське.
Населення — 9145 осіб (2015 рік).
Засноване 1767 року.